# FC Twente in het seizoen 1987/88
Het seizoen 1987-1988 was het drieëntwintigste jaar in het bestaan van de Nederlandse voetbalclub FC Twente. De Tukkers kwamen uit in de Nederlandse Eredivisie en namen deel aan het toernooi om de KNVB Beker.

## Verloop
Technisch directeur Kees Rijvers deed met ingang van dit seizoen de rol van wedstrijdcoach over aan trainer Theo Vonk. Het technische duo borduurde door op het succes in het voorgaande seizoen seizoen 1986/87, waarin met een sterk verjongd elftal een zevende plaats werd gehaald. Met een aantal gerichte aankopen en verdere doorstroming van jeugdspelers werd in dit seizoen een derde plaats gehaald, op overigens ruime afstand van landskampioen PSV en nummer twee AFC Ajax. Twente begon slecht aan het seizoen. In de eerste zes wedstrijden werd slechts één overwinning gehaald. Tegen DS'79 (4-1) en Ajax (6-1) werden forse nederlagen geleden.
De derde plaats bleek niet genoeg voor Europees voetbal. Net als in seizoen 1986/87 diende een plek in de UEFA Cup 1988/89 verdiend te worden in de nacompetitie. Hierin was FC Groningen, dat in de reguliere competitie slechts elfde was geworden, mede door een gelijkspel in de laatste wedstrijd in Enschede de sterkste.
In het toernooi om de KNVB Beker kwam Twente tot de tweede ronde, waarin het werd uitgeschakeld door Willem II. In de eerste ronde werd amateurclub DOVO met 7-0 verslagen.

## Selectie
Theo ten Caat (SC Veendam), John Scheve, René Roord (beiden afgekeurd) en reservekeeper Marcel Fleer (naar SC Heracles) vertrokken bij FC Twente. Willy Carbo, die vanaf februari 1987 was verhuurd aan RKC, vertrok naar N.E.C.
De selectie werd versterkt met Wim Balm en Piet Keur (beiden HFC Haarlem), Pieter Huistra (SC Veendam) en jeugdspelers Andy Scharmin, Gino Weber, Wilfried Elzinga en Marco Roelofsen. In september werd tevens Eric van Rossum van N.E.C. naar Twente gehaald. Deze speler was enkele maanden eerder gekocht van de Nijmeegse club, maar zou in eerste instantie op huurbasis nog een jaar voor N.E.C. uitkomen.
| Naam             | Positie        |
| ---------------- | -------------- |
| Theo Snelders    | Doelverdediger |
| Frank Ensink     | Doelverdediger |
| Martin Koopman   | Verdediger     |
| Fred Rutten      | Verdediger     |
| André Paus       | Verdediger     |
| Patrick Bosch    | Verdediger     |
| Ulrich Wilson    | Verdediger     |
| Wilfried Elzinga | Verdediger     |
| Andy Scharmin    | Verdediger     |
| Wim Balm         | Middenvelder   |
| Marco Roelofsen  | Middenvelder   |
| Dennis Brilhuis  | Middenvelder   |

| Naam            | Positie      |
| --------------- | ------------ |
| Jan Pouls       | Middenvelder |
| Eric van Rossum | Middenvelder |
| Eric Groeleken  | Middenvelder |
| John Neijenhuis | Middenvelder |
| Freddy ten Caat | Aanvaller    |
| Ron Willems     | Aanvaller    |
| Ben Weber       | Aanvaller    |
| Piet Keur       | Aanvaller    |
| Evert Bleuming  | Aanvaller    |
| Mika Lipponen   | Aanvaller    |
| Pieter Huistra  | Aanvaller    |
| Gino Weber      | Aanvaller    |

## Nacompetitie

### Wedstrijden
| Ronde | Datum      | Wedstrijd                | Uitslag |
| ----- | ---------- | ------------------------ | ------- |
| 1     | 14.05.1988 | FC Groningen – FC Twente | 0–2     |
| 2     | 17.05.1988 | FC Twente – VVV-Venlo    | 2–1     |
| 3     | 20.05.1988 | FC Twente – Willem II    | 0–1     |
| 4     | 23.05.1988 | Willem II – FC Twente    | 2–2     |
| 5     | 26.05.1988 | VVV-Venlo – FC Twente    | 4–1     |
| 6     | 29.05.1988 | FC Twente – FC Groningen | 1–1     |

## KNVB Beker

### Wedstrijden
| Ronde        | Datum      | Wedstrijd             | Uitslag |
| ------------ | ---------- | --------------------- | ------- |
| Eerste ronde | 10-10-1987 | DOVO – FC Twente      | 0–7     |
| Tweede ronde | 14-11-1987 | Willem II – FC Twente | 4–2     |

Ajax ·
AZ ·
FC Den Bosch '67 ·
DS '79 ·
Feyenoord ·
Fortuna Sittard ·
FC Groningen ·
FC Den Haag ·
Haarlem ·
PEC Zwolle '82 ·
PSV ·
Roda JC ·
Sparta Rotterdam ·
FC Twente ·
FC Utrecht ·
FC Volendam ·
VVV ·
Willem II